# Sân bay Nagasaki
Sân bay Nagasaki (長崎空港 Nagasaki Kūkō) (IATA: NGS, ICAO: RJFU) là một sân bay quốc tế nằm về phía tây của nhà ga đường sắt thành phố Ōmura  và 18 km (11 mi) về phía bắc đông bắc của ga Nagasaki, thành phố Nagasaki,, Nhật Bản. Ga sân bay và đường băng 14/32 nằm trên một hòn đảo, và đường băng ngắn hơn 18/36 nằm trên đất liền.

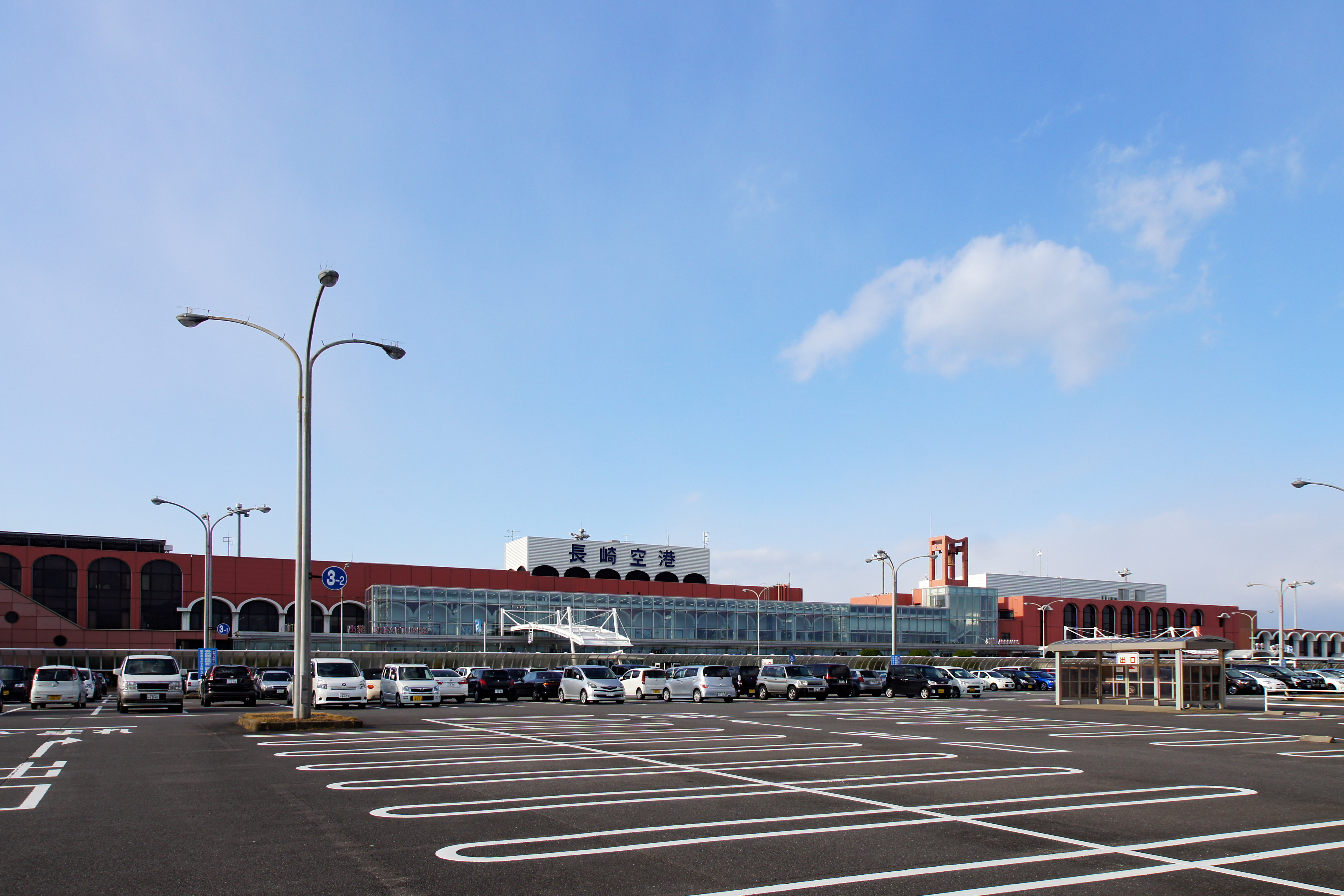
Terminal building

Mặc dù về vị trí sân bay Nagasaki cũng tương tự như các sân bay nằm trên đảo ở các vùng khác của Nhật như sân bay quốc tế Kansai, sân bay Kobe, sân bay Kitakyushu, và sân bay quốc tế Chubu, nhưng đảo mà người ta xây dựng sân bay đã tồn tại trước đó. Việc xây dựng sân bay đòi hỏi phải ủi phẳng các đồi trên đảo và san lấp các khu vực xung quanh, làm cho diện tích của nó tăng từ 0,9 đến 1,54 km2 (0,35 đến 0,59 dặm vuông Anh). Sân bay này mở cửa vào ngày 1 tháng 5 năm 1975.

## Các hãng hàng không và điểm đến
| Hãng hàng không        | Các điểm đến                                   |
| ---------------------- | ---------------------------------------------- |
| Air Nippon             | Nagoya-Centrair                                |
| All Nippon Airways     | Osaka-Itami, Tokyo-Haneda                      |
| China Eastern Airlines | Shanghai-Pudong                                |
| Japan Airlines         | Nagoya-Komaki, Osaka-Itami, Tokyo-Haneda       |
| Korean Air             | Seoul-Incheon                                  |
| Oriental Air Bridge    | Goto-Fukue, Iki, Kagoshima, Miyazaki, Tsushima |
| Skymark Airlines       | Kobe [begins 16 December]                      |
| Skynet Asia Airways    | Naha, Tokyo-Haneda                             |

## Thống kê
| Năm  | Hàng khách |
| ---- | ---------- |
| 1998 | 3,090,345  |
| 1999 | 3,056,828  |
| 2000 | 2,958,058  |
| 2001 | 2,846,646  |
| 2002 | 2,853,510  |
| 2003 | 2,834,289  |
| 2004 | 2,637,308  |

## Vận chuyển mặt đất
Có một số công ty cung cấp dịch vụ xe buýt đến sân bay từ Nagasaki, Shimabara, Sasebo, và các thành phố lân cận. Các chuyến phà phục vụ cho Togitsu, Nagayo, và Huis Ten Bosch.